# ستاره دریا
ستاره دریا (ایتالیایی: Stella del mare) یک فیلم درام صامت ایتالیایی به کارگردانی اوبالدو ماریا دل کوله است که در سال ۱۹۲۸ منتشر شد. از بازیگران آن می‌توان به گوفردو دآندرئا اشاره کرد.